# 투쿠피
투쿠피(포르투갈어: tucupi)는 카사바의 덩이뿌리에서 추출한 노란색 즙이다. 익히지 않았을 경우 사이안화 수소를 함유하여 독성이 있다.

## 이름
어원은 투피어 "티쿠피르(tiku'pir)"이다.

## 만들기
브라질 북부의 아마존 우림 지역에서 투쿠피는 전통적인 방식의 카사바가루 생산 시 부산물로서 만들어진다. 카사바 간 것에서 물기를 짠 다음 말려서 갈면 카사바가루가 만들어지는데, 이때 간 카사바에서 짜낸 노란 즙을 가만히 두면 흰 카사바 녹말(앙금) 층과 노란 액체인 투쿠피 층이 분리된다.

## 사진

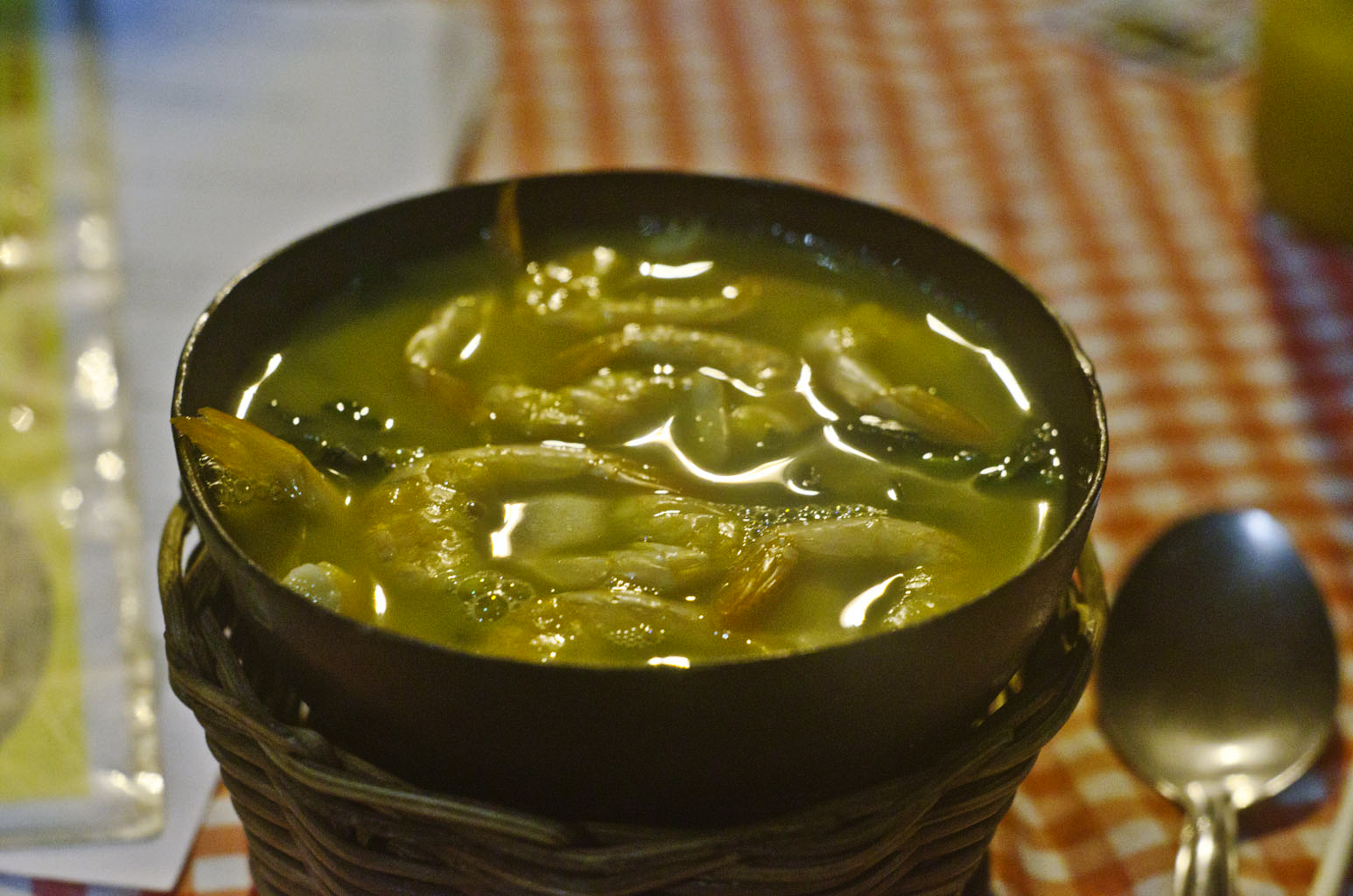
타카카

## 같이 보기
- 아마존 요리